# Apfelgroschen
Apfelgroschen wurden die Guten Groschen genannt, die seit etwa 1570 den Reichsapfel mit der eingeschriebenen Zahl 24 (d. h. 24 Stück = 1 Reichsthaler) auf einer Seite trugen.